# Ludwig Wilhelm von Engelhardt
Ludwig Wilhelm von Engelhardt (ur. ? na Śląsku, zm. 14 kwietnia 1853) – pruski dyplomata i urzędnik konsularny.

## Życiorys
Pełnił służbę wojskową m.in. jako adiutant księcia Wilhelma przechodząc do rezerwy w 1825 w stopniu porucznika. W tymże samym roku wstąpił do pruskiej służby zagranicznej m.in. pełniąc funkcję sekretarza poselstwa w Sztokholmie oraz ministra-rezydenta/konsula generalnego w Krakowie (1843–1846). Przeszedł na emeryturę w 1853. Był członkiem Towarzystwa Naukowego Krakowskiego (1843-).